# Bargum
Bargum (nordfriesisch: Beergem, dänisch auch: Bjerrum) ist eine Gemeinde am Übergang von Geest und Marsch im Kreis Nordfriesland in Schleswig-Holstein. Die dünn besiedelte Gemeinde ist seit 2005 Erholungsort.

## Geografie

### Geografische Lage
Bargum liegt am äußersten westlichen Rand der naturräumlichen Haupteinheit der Schleswiger Vorgeest (Nr. 697) an den nördlichen Ausläufern des Stollbergs. Nördlich angrenzend befindet sich das weiter ins Hinterland hineinrückende Marschengebiet des Bargumer Koogs, welches im Jahr 1466 eingedeicht wurde. Im Norden wird dieser begrenzt durch den Flusslauf der Soholmer Au. Im Westteil folgt das Abflussregime heute durch den nach Süden verlegten Soholmer Au Kanal, welcher ein Vorfluter des Bongsieler Kanals ist, während die zuvor genannte ursprüngliche Strecke einen nördlichen Bogen bis nah an die Dorflagen der Nachbarorte Sande (Gemeinde Enge-Sande) und Stedesand am südlichen Fuße des Langenbergs nimmt. Im Osten erstreckt sich das Gemeindegebiet bis an die Kleine Au heran. Diese führt das Wasser aus südlicher Richtung östlich vom Stollberg heran.
Die Bedeichung der umliegenden Marschgebiete des Bargumer- und Alter Langenhorner Koogs erfolgte ausgehend von der Siedlung Bargum Barg. Auch heute ist der alte Deich noch gut zu erkennen. Am Deich sind zwei Wehlen vorhanden, die bei späteren Sturmfluten entstanden sind.

### Gemeindegliederung
Der Ort gliedert sich in die beiden Dörfer West- und Ost-Bargum. West-Bargum ist ein Kirchdorf. Weitere Siedlungen sind die Häusergruppen Bargum Barg, Bohle; weiter auch Bargum Diek sowie Ost-Bargum Feld,  sowie Soholmbrück (dänisch: Soholmbro).

### Nachbargemeinden
Angrenzende Gemeindegebiete von Bargum sind:
|                          | Stedesand, Enge-Sande                       |            |
| Langenhorn (OT Efkebüll) | Kompassrose, die auf Nachbargemeinden zeigt | Lütjenholm |
|                          | Langenhorn, Bordelum (OT Dörpum)            |            |

## Geschichte
Der Ortsname ist erstmals 1379 schriftlich dokumentiert. Der Name geht als Dativ Pluralis auf -um auf altdän. biargh zurück, mit der Senkung im Deutschen von -er- zu ar-. Der Name verweist auf eine Anhöhe.
Die Kirche wurde vermutlich um 1250 gleichzeitig mit der in Efkebüll errichtet. Efkebüll ging jedoch bei der Zweiten Marcellusflut 1362 unter. Die heutige Form der Bargumer Kirche stammt aus dem 15. Jahrhundert, das Deckengemälde mit Szenen aus dem Leben Jesu und dem alten Testament, sowie die Ausmalung von Kanzel und Emporen von 1702. In die Ostwand des Chores ist ein Sakramentsschrank aus dem letzten Drittel des 15. Jahrhunderts eingelassen, auf dessen Türinnenseite Malereireste einer Schmerzensmann-Darstellung zu sehen sind.
Bis zum Deutsch-Dänischen Krieg 1864 bildete der Ort den Mittelpunkt des Kirchspiels Bargum (Bjerrum oder Bargum Sogn) der Nordergoesharde innerhalb des zum Dänischen Gesamtstaat gehörenden Herzogtum Schleswig. Nach der Annexion Schleswigs und Holsteins durch Preußen wurde aus dem Gebiet des Kirchspiels Bargum eine Kirchspielslandgemeinde gebildet. Nach der Auflösung der Kirchspielslandgemeinden wurde Bargum am 1. Dezember 1934 mit dem Bargumer Koog zur Landgemeinde Bargum zusammengefasst.

## Politik

### Gemeindevertretung
Gemäß dem Ergebnis der Kommunalwahl am 14. Mai 2023 besetzen in der Wahlperiolde –2028 die Kandidaten der Wählergemeinschaft Bargum (WGB) fünf Sitze, die der Allgemeinen Wählergemeinschaft Bagum (AWB) vier Sitze in der Gemeindevertretung.

### Bürgermeister
Bei der konstituierenden Gemeinderatssitzung nach der Kommunalwahl am 21. Juni 2023 wurde Volker Nissen für die Amtszeit bis 2028 zum Bürgermeister gewählt.

## Sehenswürdigkeiten

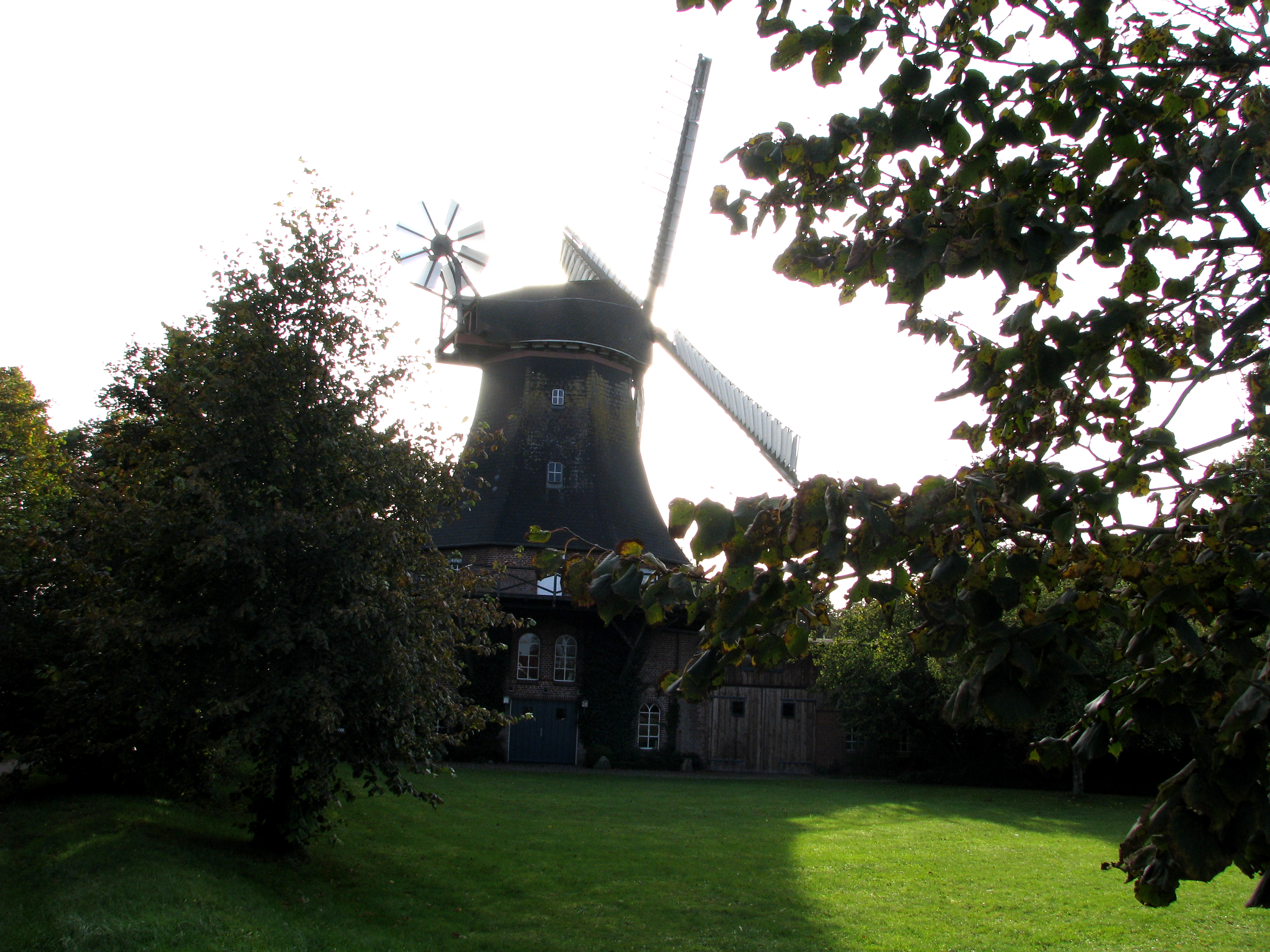
Holländerwindmühle in Ost-Bargum
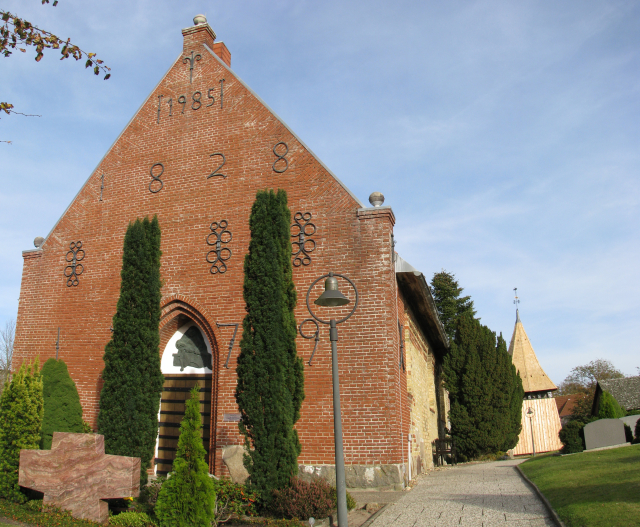
Kirche in Bargum mit dem für Nordfriesland typischen hölzernen Glockenstapel abseits der Kirche

In der Denkmalliste Nordfriesland sind die folgenden in der Denkmalliste des Landes Schleswig-Holstein in Nordfriesland eingetragenen Kulturdenkmale vermerkt. Hierin verzeichnet ist unter anderem auch die Schmiede und eine noch funktionstüchtige Holländerwindmühle.

## Wirtschaft und Infrastruktur
Die Gemeinde ist überwiegend landwirtschaftlich geprägt.
Bundeswehrstandort
Bargum war ein Bundeswehrstandort. Im Südosten der Gemarkung befand sich bis 2018 ein Materiallager, das mit rund 40 Mitarbeitern zuletzt als Teil des Materialdepots Wilhelmshaven betrieben wurde. Die Entscheidung zur Schließung erfolgte im Stationierungskonzept 2011 der Bundeswehr.
Mit Befehl des Generalinspekteurs vom 15. Januar 2019 soll dieser Standort ab voraussichtlich 2026 erneut als Materiallager mit voraussichtlich dann 65 Dienstposten (davon 60 zivil) reaktiviert werden.

## Verkehr
Grob in Nord-Süd-Richtung führt die Bundesstraße 5 durch das Gemeindegebiet. Sie trennt die beiden Dorflagen von West- und Ost-Bargum. Daneben verläuft auch die schleswig-holsteinische Landesstraße 4 auf der Strecke von Stadum nach Bredstedt durch den weiter östlich gelegenen Ortsteil Soholmbrück.
Bargum liegt an der Bahnstrecke Elmshorn–Westerland. Nächstgelegener Haltepunkt ist Langenhorn (Schlesw). Hier halten, neben dem Sylt-Shuttle plus auch die regulären Züge der Regionalexpress-Linie RE 6 im Nahverkehrsverbund Schleswig-Holstein. Seit August 2019 zählt das Gemeindegebiet neben anderen zum Rufbusgebiet Langenhorn.

## Persönlichkeiten
- Reinhart Biernatzki (1884–1948), deutscher Pädagoge, geboren in Bargum
- Fernsehkoch Steffen Henssler absolvierte seine Lehre im damaligen Sternerestaurant Andresens Gasthof in Bargum.[19]